# Coussac-Bonneval
Coussac-Bonneval település Franciaországban, Haute-Vienne megyében. Lakosainak száma 1272 fő (2022. január 1.). Coussac-Bonneval Meuzac, Lubersac, Montgibaud, Saint-Julien-le-Vendômois, Château-Chervix, La Roche-l’Abeille, Saint-Priest-Ligoure és Saint-Yrieix-la-Perche községekkel határos.

## Népesség
A település népességének változása:
| Lakosok száma | 1323 | 1317 | 1348 | 1317 | 1318 | 1317 | 1302 | 1287 | 1272 |
|               | 2013 | 2015 | 2016 | 2017 | 2018 | 2019 | 2020 | 2021 | 2022 |